# The Everlasting Mercy
The Everlasting Mercy (ang. Wieczne miłosierdzie albo Wielkie miłosierdzie) – poemat angielskiego poety Johna Masefielda, opublikowany w 1911. Utwór jest wyznaniem byłego kłusownika. Dla współczesnych poety – jak podkreśla Przemysław Mroczkowski – był kontrowersyjny ze względu na użyty w nim potoczny język. W poemacie pojawiła się tematyka bokserska. 

The five and forty human faces
Inflamed by drink and going to races,
Faces of men who'd never been
Merry or true or live or clean;
Who'd never felt the boxer's trim
Of brain divinely knit to limb,
Nor felt the whole live body go
One tingling health from top to toe;
Nor took a punch nor given a swing,
But just soaked deady round the ring
Until their brains and bloods were foul
Enough to make their throttles howl,
While we whom Jesus died to teach
Fought round on round, three minutes each.